# مایوراسانا

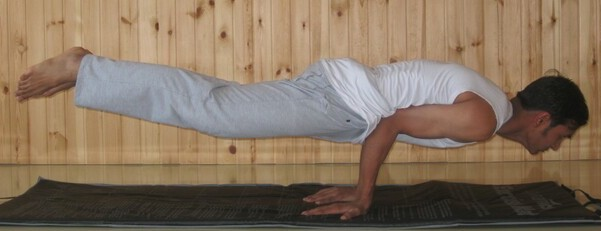
مایوراسانا

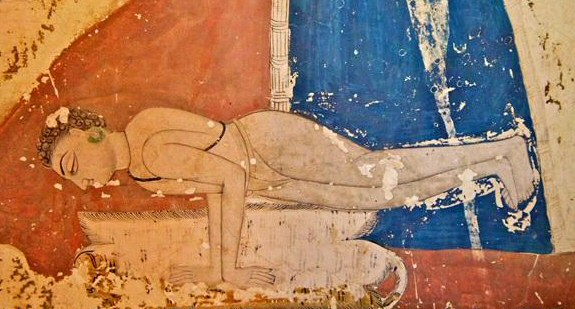
نقاشی دیواری که یک یوگی ناث را در مایوراسانا در معبد ماهاماندیر، جودپور، هندوستان، ق. ۱۸۱۰

Mayūrāsana (سانسکریت: मयूरासन) یا وضعیت طاووس یک آسانا متعادل کننده دست در هاتا یوگا و به عنوان تمرین با بدن به صورت افقی روی دست است. این یکی از قدیمی‌ترین آساناهای غیر نشسته‌است.

## ریشه‌شناسی و ریشه‌ها

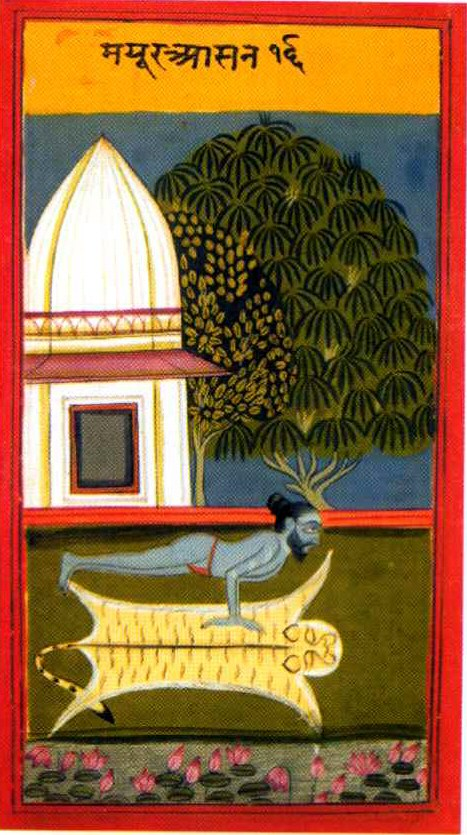
مایوراسانا در یک دست نوشته مصور جوگاپرادیپیکا، ۱۸۳۰

این نام از کلمات سانسکریت mayūra (मयूर) به معنای طاووس است

## شرح
در این آسانا بدن مانند یک چوب افقی بلند می‌شود و آرنج‌ها در دو طرف ناف قرار می‌گیرد.  تمرین وضعیت طاووس قدرت هضم و دفع مواد سمی در بدن را فراهم می‌سازد.

## تغییرات
هامساسانا (ژست قو) با مایوراسانا یکسان است با این تفاوت که دست‌ها طوری قرار می‌گیرند که انگشتان به سمت جلو هستند. 

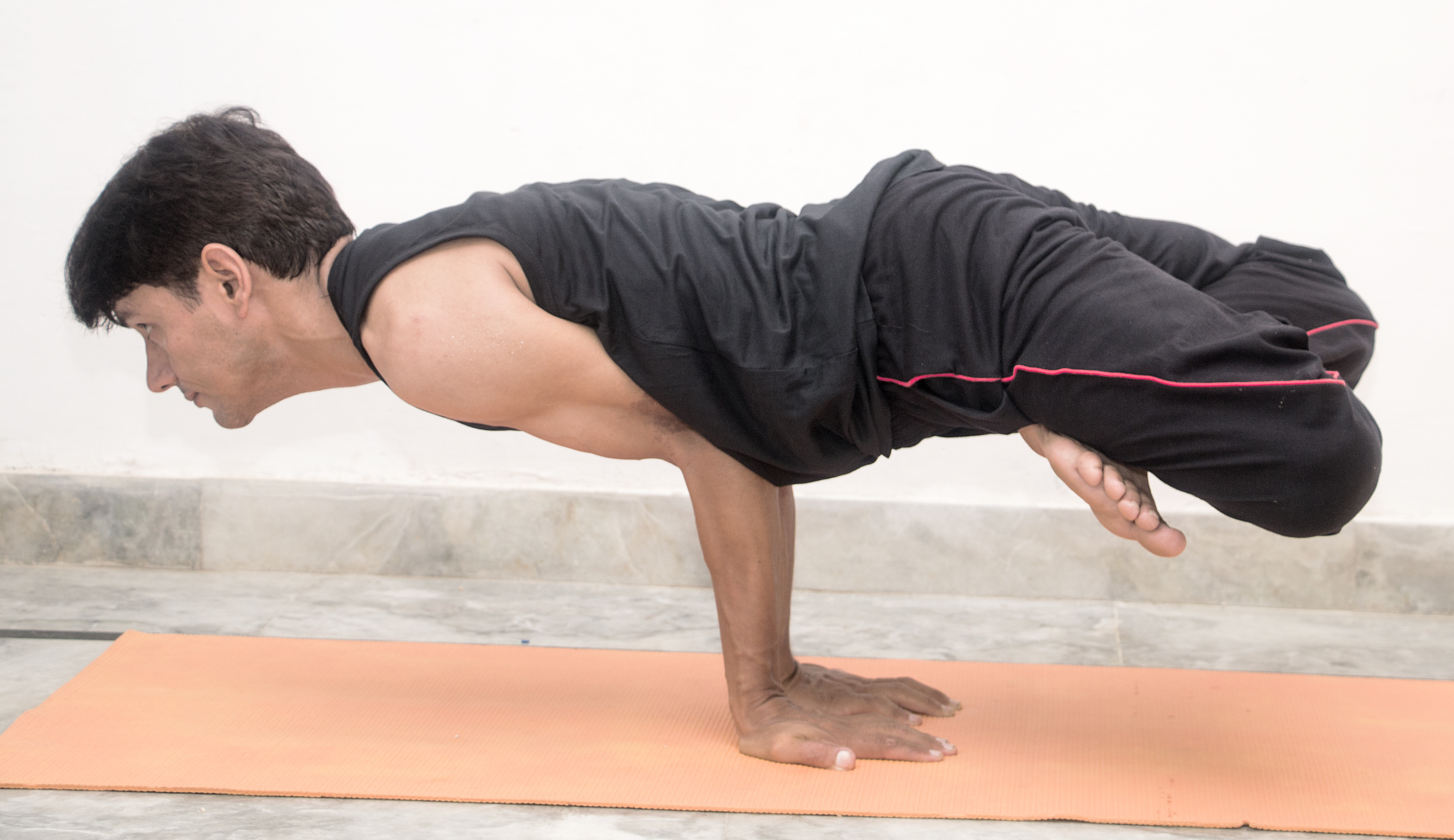
پادما مایوراسانا

پادما مایوراسانا (نیلوفر آبی در حالت طاووس) پاها مانند حالت نیلوفر آبی روی هم قرار داده‌است.

## برای مطالعهٔ بیشتر
- آموزش گام به گام

الگو:Yoga as exerciseالگو:Hatha yoga